# Olivia de Oliveira
Olivia Fernandes de Oliveira (San Pablo, Brasil, 14 de julio de 1962) es una arquitecta de origen brasileño pero residente en Suiza. Sus publicaciones y sus trabajos de investigación se centran en el estudio de Lina Bo Bardi.

## Trayectoria
De Oliveira, obtuvo su título de arquitecta en la Universidad Federal de Bahía (Brasil) en 1986. Completó sus estudios en el Instituto Universitario de Arquitectura de Venecia en 1989. Realizó el Máster en Arte, Arquitectura, Ciudad entre 1990 y 2000 y obtuvo su Doctorado con grado cum laude en Arquitectura en la Escuela Técnica Superior de Arquitectura de Barcelona en el año 2000 con la tesis: Lina Bo Bardi: Sutis Substâncias da Arquitetura, dirigida por Josep Quetglas. 
Es profesora e investigadora invitada en la Universidad Federal de Bahía desde 2005, donde coordina un proyecto de regeneración de zonas urbanas centrales abandonadas en la Ciudad de Salvador de Bahía.
Olivia de Oliveira se encuentra radicada en Lausana, Suiza, desde el año 1998. En esta ciudad trabaja en su estudio Butikofer de Oliveira Vernay Sarl Architectes del que es socia fundadora desde el año 2005.
Es miembro de la Red Nacional Mujer y SIA (Sociedad Suiza de Ingenieros y Arquitectos) desde 2008. Fue también coordinadora suiza en el último congreso WIA Women in Architecture realizado en la Universidad Politécnica de Valencia en mayo de 2015. Colabora ocasionalmente como miembro invitado del comité editorial de las revistas L’Architecture d’Aujourd’hui, Oculum y Arquitextos.
En el ámbito académico, ha participado como jurado en varios concursos internacionales de arquitectura. Desde 2007 colabora regularmente en las universidades federales de Ginebra, Lausana y Zúrich, en la orientación de trabajos de tesis de licenciatura y doctorado. Colabora con la Escuela Politécnica Federal de Lausana como profesora experta exterior, especialmente en cuestiones relacionadas con la arquitectura producida en Latinoamérica o con intervenciones en los barrios desfavorecidos y áreas urbanas en transición.

## Publicaciones y reconocimientos
Su libro Sustancias sutiles de la arquitectura Lina Bo Bardi, es una investigación que comprende la visita y la investigación intensiva de más de doce años de los proyectos de esta importante arquitecta brasilera. Con esta publicación ganó el Premio del Instituto de Arquitectos de Brasil IAB, São Paulo en 2006. Previamente publicó una monografía dedicada esta arquitecta en un número especial de la revista 2G, con una entrevista exclusiva a Lina Bo Bardi, la última realizada antes de su muerte
Fue también finalista del Premio Nacional de Literatura Jabuti en 2006, y del premio RIBA – Real Instituto de Arquitectos Británicos en 2007.
Su amplia trayectoria profesional está validada por casi una treintena de premios a nivel internacional obtenidos a través de su estudio en asociación con los arquitectos Serge Butikofer y Olivier Vernay. Entre estos premios destacan: 1.er lugar en el Concurso Internacional de proyecto para a Biblioteca de la Universidad de Friburgo, Suiza (2010);  1.er lugar en el Concurso de Ideas para el nuevo Centro Profesional Cantonal de Friburgo (2005); 1.er lugar en el Concurso de Urbanización de la favela Baixa Soronha para 15000 habitantes, Salvador de Bahía, (1997) y 1.er lugar en el Concurso de Proyecto para la Arquitectura de nuevos equipamientos Escolares en Attalens, Suiza (2007) por el cual obtienen el Premio Lignum en 2015;